# Genesis
Genesis — британський гурт напрямку прогресивний рок, створений у 1967 році. Група одержувала нагороди Греммі, продала в усьому світі понад 150 мільйонів альбомів і ввійшла за цим показником у топ-30 всіх часів. Найвідоміші учасники, Пітер Ґебріел і Філ Коллінз, зробили успішні сольні кар'єри.
У березні 2020 року Філ Коллінз, Майк Разерфорд і Тоні Бенкс оголосили про возз'єднання і про тур The Last Domino? Tour на шоу Зої Белл на BBC Radio 2. Тур запланований на десять концертів по Великій Британії та Ірландії з листопада по грудень 2020 года. Очікується, що Деріл Стурмер повернеться до ролі гітариста, а син Коллінза Ніколас буде грати на барабанах через погане здоров'я Філа. Коли Коллінза запитали про можливість написання нового матеріалу, він відповів, що шанси невеликі, але на закінчення сказав: «Ніколи не говори ніколи».
Через пандемію COVID-19 група перенесла запланований тур на квітень 2021 року додавши ще два нових виступи.

## Музичний стиль

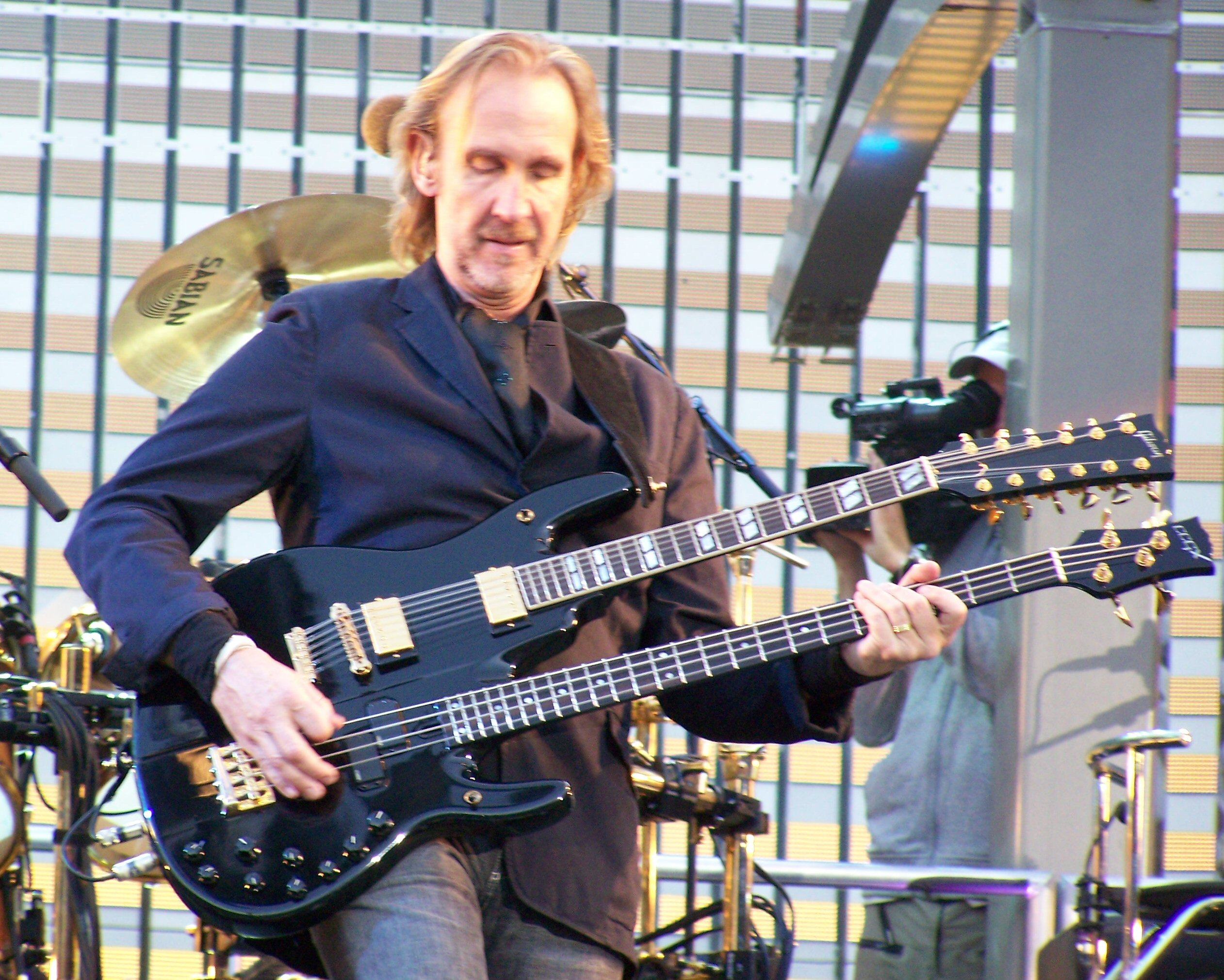
Майк Резерфорд грає на своїй характерній Багатогрифова гітара, що поєднує 12-струнну та бас-гітару

Музичний стиль «Genesis» описувався як прогресивний рок, арт-рок, поп-рок, софт-рок та прогресивний поп. Вони вважають себе перш за все авторами пісень. Хоча стилі гурту значно змінювалися протягом його кар'єри, вони завжди будувалися на музичних контрастах та готовності до експериментів. Брюс Едер з AllMusic описав музику «Genesis» як «амбітний арт-рок із класичним відтінком», який «поступово став доступнішим до 1980-х».
На учасників першого складу вплинула класична та церковна музика, а також рок-виконавці 1960-х років, особливо «The Beatles». Вокальний стиль Гебріела сформувався під впливом Отіса Реддінга та інших виконавців, що записувалися на лейблі «Stax Records». За словами Габріела, деякі твори «Genesis» були натхненні блюзом, і електрогітарні звукові інновації початку 1970-х років походять саме від нього. У ранні роки музика «Genesis» поєднувала в собі елементи поп-, фолк- і психоделічних жанрів. Кілька пісень, створених під час перебування в гурті Філліпса, були написані на 12-струнних гітарах, часто з нестандартними налаштуваннями. До 1970-х років гурт почав включати у свої тексти елементи фентезі та сюрреалізму, зокрема у пісні «The Musical Box». В альбомі «Nursery Cryme» вперше стали широко використовуватись електричні інструменти. «A Trick of the Tail» ознаменував повернення до витоків гурту з акустичними пасажами та піснями, натхненими фентезі.
Натхненням для ранньої лірики слугували психоделії, фентезі, міфологічні постаті та казкові сюжети. Габріел став одним із основних ліриків, який часто у своїх рядках і назвах треків використовував каламбури та двозначності, а також звертався до різних тем, включаючи соціальні коментарі. «Selling England by the Pound» містить посилання на тогочасну англійську культуру, зокрема його останній трек «Aisle of Plenty», де згадуються чотири мережі британських супермаркетів, що відображає тему комерціалізму в альбомі. Також натхненням для багатьох композицій «Genesis» стали літературні твори: пісня «The Cinema Show» заснована на поемі Т. С. Еліота «Безплідна земля», а роман Артура К. Кларка «Кінець дитинства» послужив натхненням для тексту пісні «Watcher of the Skies».
Після скорочення складу гурту до тріо (Бенкс, Резерфорд і Коллінз), його учасники вирішили змінити стиль лірики, більше звертаючись до повсякденних питань, які приваблювали шанувальниць. Пісні Коллінза, зокрема, мали особистий характер. Гурт, як і раніше, використовував гумор у таких піснях, як «Illegal Alien», і торкався серйозних тем, таких як політика в «Land of Confusion» і комерціалізація в «I Can't Dance». Едер зауважив, що до цього моменту кар'єри гурту «Коллінз володів поп-інстинктами, які могли б процвітати на мейнстримовому радіо і на „MTV“, що зароджувалося».
За словами Бенкса, найбільш поширеним методом складання пісень протягом усієї кар'єри гурту було те, де Коллінз задавав ритм, Разерфорд створював грув та рифи, а він додавав поверх них гармонії та мелодії. Як приклад він наводив «Apocalypse in 9/8» (фрагмент композиції «Supper's Ready»), пісні «The Cinema Show» та «Domino», і казав, що таким чином цей метод накладав певні обмеження на кожного музиканта, чим дозволив гурту протягом наступних років створювати такі прості поп-пісні, як «Invisible Touch» і «Land of Confusion». У «Genesis» Бенкс використовував численні клавішні інструменти, постійно випробовуючи нові моделі, при цьому він регулярно грав на піаніно протягом усього існування гурту. У 1970-х роках він часто використовував таку апаратуру, як орган Hammond, Hohner Pianet, Mellotron, RMI Electronic Piano та ARP Pro Soloist. У 1980-х роках він використовував апаратуру Sequential Circuits Prophet 5 та Prophet 10, ARP Quadra й різні синтезатори марки Korg. Під час туру Turn It On Again 2007 року його основним клавішним інструментом був Korg OASYS. Тоді як для Резерфорда, який одночасно був гітаристом та басистом «Genesis», фірмовим інструментом, особливо протягом 1970-х років, була гітара з подвійним грифом. З 1980-х років він надавав перевагу гітарі Eric Clapton Stratocaster.

## Дискографія

### Студійні альбоми
- 1969 From Genesis to Revelation[en] (Ґебріел, Бенкс, Разерфорд, Філіпс, Сильвер)
- 1970 Trespass[en] (Ґебріел, Бенкс, Разерфорд, Філіпс, Мейг'ю)
- 1971 Nursery Cryme[en] (Ґебріел, Бенкс, Разерфорд, Геккетт, Коллінз)
- 1972 Foxtrot[en] (Ґебріел, Бенкс, Разерфорд, Геккетт, Коллінз)
- 1973 Selling England by the Pound[en] (Ґебріел, Бенкс, Разерфорд, Геккетт, Коллінз)
- 1974 The Lamb Lies Down on Broadway[en] (Ґебріел, Бенкс, Разерфорд, Геккетт, Коллінз)
- 1976 A Trick of the Tail[en] (Бенкс, Разерфорд, Геккетт, Коллінз)
- 1976 Wind & Wuthering[en] (Бенкс, Разерфорд, Геккетт, Коллінз)
- 1977 Spot the Pigeon[en], мініальбом (Бенкс, Разерфорд, Геккетт, Коллінз)
- 1978 ...And Then There Were Three...[en] (Бенкс, Разерфорд, Коллінз)
- 1980 Duke[en] (Бенкс, Разерфорд, Коллінз)
- 1981 Abacab[en] (Бенкс, Разерфорд, Коллінз)
- 1983 Genesis[en] (Бенкс, Разерфорд, Коллінз)
- 1986 Invisible Touch[en] (Бенкс, Разерфорд, Коллінз)
- 1991 We Can't Dance (Бенкс, Разерфорд, Коллінз)
- 1997 Calling All Stations[en] (Бенкс, Разерфорд, Вілсон)